# Perigramma pura
Perigramma pura là một loài bướm đêm trong họ Geometridae.